# Pomodoro technika

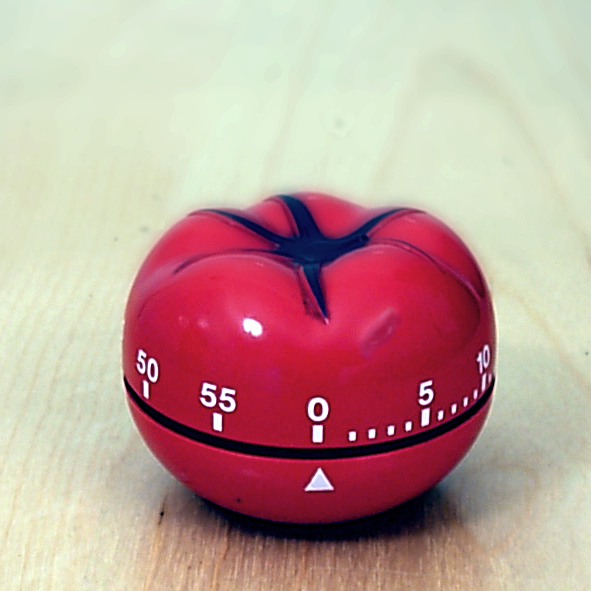
Pomodoro konyhai időzítő

A pomodoro technika egy időgazdálkodási módszer, amelyet Francesco Cirillo fejlesztett ki az 1980-as évek végén. A módszer egy konyhai időzítőt használ arra, hogy a munkát időintervallumokra ossza, amelyek jellemzően 25 percesek, és rövid szünetek választják el őket egymástól. Minden ilyen időintervallumot pomodorónak neveznek – az olasz pomodoro (paradicsom) szóból –, utalva arra a paradicsom alakú konyhai időzítőre, amelyet Cirillo egyetemi hallgatóként használt.
Az időzítőket és útmutatókat kínáló alkalmazások és weboldalak széles körben népszerűsítették a technikát. Szorosan kapcsolódik olyan fogalmakhoz, mint az időkeretezés (timeboxing), valamint az iteratív és inkrementális fejlesztés, amelyeket a szoftvertervezésben alkalmaznak. A módszert átvették páros programozási környezetekben is.

## Áttekintés
Az eredeti technika hat lépésből áll:
1. Válassz ki egy feladatot, amit el kell végezni.
2. Állíts be egy időzítőt 25 percre (ez egy pomodoro).[1]
3. Dolgozz a feladaton.
4. Fejezd be a munkát, amikor az időzítő megszólal, és tarts rövid szünetet (általában 5-10 perc).[5]
5. Térj vissza a 2. lépéshez, és ismételd meg, amíg el nem végzel négy pomodorót.
6. Négy pomodoro elvégzése után rövid szünet helyett tarts hosszú szünetet (jellemzően 20-30 perc). A hosszú szünet befejezése után térj vissza a 2. lépéshez.

A technika értelmében a pomodoro egy munkára szánt időintervallumot jelent (a pomodori ennek a többes száma).
A technika célja, hogy csökkentse a fókusz és a munkafolyamat belső és külső megszakításainak hatását.  A pomodoro megszakíthatatlan; ha egy pomodoro alatt megszakítás történik, akkor az egyéb tevékenységet fel kell jegyezni és el kell halasztani (az értesítés – egyeztetés – ütemezés – visszahívás stratégiáját alkalmazva ), vagy a pomodorót el kell hagyni.
A pomodoróban a feladatok elvégzése után a fennmaradó időt tevékenységekre kell fordítani; például:
1. Az elvégzett munka áttekintése (opcionális)
2. Tekintsd át a tevékenységeket tanulási szempontból (például: Milyen tanulási célt értél el? Milyen tanulási eredményt sikerült megvalósítanod? Teljesítetted a feladatodhoz kapcsolódó tanulási célt, objektívát vagy eredményt?)
3. Nézd át a következő tervezett pomodoro időblokkokhoz tartozó feladatlistát, és kezdj el gondolkodni rajtuk vagy frissítsd

Cirillo azt javasolja:
A konkrét eseteket józan ésszel kell kezelni: ha egy feladatot befejezel, miközben a pomodoro még ketyeg, a következő szabály érvényes: ha egy pomodoro elkezdődött, annak ki is kell csörögnie.
Érdemes kihasználni a lehetőséget a túltanulásra: a pomodoro fennmaradó idejét fordítsd az elvégzett munka áttekintésére vagy ismétlésére, kisebb javításokra, valamint arra, hogy lejegyezd, mit tanultál – egészen addig, amíg le nem jár az idő.
A tervezés, nyomon követés, rögzítés, feldolgozás és vizualizáció szakaszai alapvetőek a technikában. A tervezési fázisban a feladatok prioritást kapnak azáltal, hogy egy „Mai teendők” listába kerülnek, lehetővé téve a felhasználóknak, hogy megbecsüljék a szükséges erőfeszítést. Ahogy a pomodorók befejeződnek, azokat rögzítik, ami növeli a teljesítményérzetet, és nyers adatokat biztosít a későbbi önmegfigyeléshez és fejlődéshez.

## Eszközök
A módszer megalkotója és követői az alacsony technológiájú megközelítést támogatják: mechanikus időzítőt, papírt és ceruzát használnak. Az időzítő felhúzásának fizikai mozdulata megerősíti az elhatározást a munka elkezdésére; a ketyegés külső visszajelzést ad a feladat befejezésének szándékáról; a csengés pedig jelzi a szünet idejét. A munkába való belemerülés és a fókusz ezekhez a fizikai ingerekhez társulnak.
A módszer számos számítógépes és mobilalkalmazást is megihletett, és különféle programok állnak rendelkezésre több platformon.

## Fordítás
Ez a szócikk részben vagy egészben  a   Pomodoro Technique című angol Wikipédia-szócikk ezen változatának fordításán alapul.  Az eredeti cikk szerkesztőit annak laptörténete sorolja fel. Ez a jelzés csupán a megfogalmazás eredetét és a szerzői jogokat jelzi, nem szolgál a cikkben szereplő információk forrásmegjelöléseként.

## Kapcsolódó szócikk
- Lifehack